# Eosia
Eosia este un gen de molii din familia Saturniidae. 

## Specii
- Eosia insignis Le Cerf, 1911